# Praga T
Unter dieser Typenbezeichnung (T steht für tĕžký = schwer) werden verschiedene Typen schwerer LKW subsumiert, die – außer der Typenbezeichnung – nichts miteinander gemeinsam hatten – wenn man einmal davon absieht, dass es jeweils die schwersten von Praga gebauten Lkw waren.

## Varianten
- T, 1. und 2. Serie: Jede Serie umfasste 5 Stück, die erste entstand 1912, die 2. im Jahr 1914. Der Motor war identisch mit dem des Praga V, der Verbrauch lag bei 58 Litern Benzin und 1 Liter Öl auf 100 km, es gab auch eine Ausführung mit Feuerwehraufbau. Das fertige Fahrzeug kostete 24.400 österreichische Kronen[1]. 1914 stellte die Firma Rába in Raab (ung. Győr) 4 Stück des Praga T in Lizenz her.[2]

- TN, 1. und 2. Serie (Das N steht für nákladný = Nutzfahrzeug): Im Jahr 1930 entstanden 5 Stück, dazu 50 im Jahr 1931. Der wassergekühlte Sechszylinder-Benzinmotor hatte 100 mm Bohrung und 150 mm Hub. Im Jahr 1931 war der LKW auch mit Radständen von 5,20 m und 5,80 m lieferbar. Der Verbrauch lag bei ca. 50 Litern Benzin und 1,2 Litern Öl auf 100 km. Das komplette Fahrzeug kostete 139.000 Kronen.

- TN, 3. und 4. Serie: Die Bohrung des Motors wurde um 5 mm vergrößert, dadurch wuchs die Motorleistung. 1931 entstanden 50 Stück, dazu 10 Chassis für Busaufbauten 1937, ein Fahrzeug als „spezielle Bestellung“ 1938. Gesondert zu erwähnen sind 7 gepanzerte Wasserwerfer im Jahr 1936 für Rumänien, die in einem Turm neben dem Wasserwerferrohr (Wasservorrat 5000 Liter) auch noch ein MG (ZB vz.26) mit 1000 Schuss Munition aufwiesen.[3]

- TND: 8 im Jahr 1937 gelieferte Müllwagen mit dem vom Praga ND bekannten 8,55-Liter wassergekühlten Sechszylinder-Dieselmotor.

- TO: Dreiachser als schwerer LKW oder mit Busaufbau mit wassergekühltem Sechszylinder-Benzinmotor von 120 mm Bohrung und 170 mm Hub, wie er auch in den Kettenzugmaschinen Praga T7 und T8 verwendet wurde: Der Motor verbrauchte 62 – 64 Liter Benzin und 1,2 Liter Öl auf 100 km. Insgesamt entstanden von 1933 bis 1935 ca. 8 Stück, von 1935 bis 1938 ca. 14, von der Omnibus-Variante TOV (max. 90 Personen) von 1933 bis 1938 ca. 22 Stück, zusammen also ca. 44 Stück,[4] nach anderer Quelle aber nur 25 Stück.[5] Inwieweit die Fahrgestelle mit LKW- oder Omnibusaufbauten versehen wurden, ist in den Quellen nicht ganz klar zu trennen. In den Stückzahlen sind auch einige Einzelstücke mit Sonderaufbau bzw. besonderen technischen Merkmalen (hintere Pendelachse, Bendix-Bremsen) enthalten, ohne dass klar wäre, inwieweit diese Fahrzeuge reine Versuchsstücke blieben oder tatsächlich für den Straßenverkehr zugelassen wurden.

## Technische Daten
Nachfolgend eine Übersicht über die technischen Daten der einzelnen Varianten:
| Typ             | leer (t) | Länge (m) | Breite (m) | Radstand (m) | Zylinder | cm³    | PS  | km/h | Nutzlast (t) |
| --------------- | -------- | --------- | ---------- | ------------ | -------- | ------ | --- | ---- | ------------ |
| T               | 2,9      | 6,50      | 2,00       | 4,00         | 4        | 6840   | 40  | 18   | 5,0          |
| TN, 1.-2. Serie | 3,78     | 6,39      | 2,316      | 4,60         | 4        | 7065   | 85  | 40   | 6,0          |
| TN, 3. Serie    | 3,78     | 6,39      | 2,316      | 4,60         | 6        | 7800   | 95  | 42   | 6,0          |
| TN Wasserw.     | 3,78     | 7,99      | 2,20       | 4,60         | 6        | 7800   | 105 | 50   | 6            |
| TND             | 4,9      | 7,30      | 2,414      | 5,40         | 6        | 8550   | 100 | 42   | 10 Kubikm.   |
| TO, LKW         | 5,39     | 9,32      | 2,30       | 4,45 + 1,35  | 6        | 11.536 | 120 | 48   | 7            |
| TO, Bus         | 5,8      | 9,57      | 2,45       | 4,90 + 1,35  | 6        | 11.536 | 120 | 50   | max. 90 P.   |